# Cameron e Tyler Winklevoss
Cameron (Southampton, 21 agosto 1981) e 
Tyler Winklevoss (Southampton, 21 agosto 1981) sono due fratelli gemelli statunitensi, noti per la loro carriera da imprenditori e canottieri.

## Biografia
Cameron e Tyler Winklevoss sono nati a Southampton (New York) e cresciuti a Greenwich (Connecticut). Sono figli di Carol Leonard e Howard Edward Winklevoss Jr., professore di scienze attuariali alla Wharton School dell'Università della Pennsylvania. In tenera età, Cameron (mancino) e il fratello gemello Tyler (destrorso) hanno imparato a lavorare di squadra, costruendo LEGO insieme e suonando strumenti musicali. All'età di 13 anni, hanno imparato da soli HTML e hanno fondato una società di pagine web, che ha sviluppato siti per le aziende. 
Nel 2004 i fratelli Winklevoss avevano avuto l'idea per la creazione di un social-network universitario, riservato ai soli studenti di Harvard, al quale avevano dato il nome di HarvardConnection.com; chiamarono il compagno di corso Mark Zuckerberg per sviluppare l'idea, ma quest'ultimo si ritirò dal progetto dopo pochi mesi.
Nel 2007 hanno disputato come canottieri i Giochi Panamericani, vincendo una medaglia d'oro e una d'argento.
Nel febbraio del 2008 i fratelli Winklevoss intentarono una causa civile contro Zuckerberg, che nel frattempo aveva fondato Facebook, per furto di proprietà intellettuale; a fronte di una richiesta di risarcimento di circa 600 milioni di dollari, ne ottennero 65.

## Nella cultura di massa
- Nel film The Social Network (2010), diretto da David Fincher, entrambi i fratelli Winklevoss sono interpretati dall'attore statunitense Armie Hammer.

## Palmarès

### Giochi panamericani
Rio de Janeiro 2007:
- Oro nell'otto
- Argento nel quattro